# Zużycie pośrednie
Zużycie pośrednie (ang. intermediate consumption) – obejmuje wartość wyrobów i usług wykorzystanych jako nakłady w procesie produkcji, wyłączając środki trwałe, których zużycie jest rejestrowane jako amortyzacja środków trwałych. Wyroby i usługi są albo przekształcone, albo wykorzystane w procesie produkcji.